# FK Obolony Kijiv
Az Obolony Kijiv (ukránul: Футбольний клуб Оболонь Київ, magyar átírásban: Futbolnij Klub Obolony Kijiv) egy ukrán labdarúgócsapat Kijevben, Ukrajnában. 
Az Obolony Sörgyár által támogatott csapat jelenleg az ukrán élvonalban szerepel.

## Korábbi nevei
- 1992–1993: Zmina
- 1993–1995: Zmina–Obolony
- 1995–1996: Obolony
- 1997–2001: Obolony–PPO

2001 óta jelenlegi nevén szerepel.

## Története
A klubot 1992-ben Zmina (jelentése: új generáció) néven alapították, majd 1993-ban az Obolony Sörgyár karolta fel a csapatot, ezért Zmina-Obolony névre keresztelkedett. 
Az ukrán harmadosztályban ekkor Obolony–PPO néven vitézkedő alakulat 2000-ben egy szezon erejéig belekóstolt a másodosztályba, azonban stabil tagja nem maradt, a 16. helyen visszaesett a harmadik vonalba. 2001-től az Obolony Sörgyár nagyobb tőkét áramoltatott a klubba, melynek eredménye az lett, hogy a megerősített játékosállományú fővárosi csapat előbb újra a másodosztályba, majd 2002-ben az élvonalba lépett fel.
A megkapaszkodás nehezen sikerült, a mindvégig a kiesés ellen küzdő alakulat végül a 14. helyen zárt. A következő szezonban ugyan kimagasló teljesítménnyel az élmezőny végén végzett, a 2004–05-ös szezon meghozta az elkerülhetetlent: az Obolony visszacsúszott a másodosztályba.
Az élvonal mezőnyét csak öt évvel később üdvözölhette újra, a 2009–2010-es szezont az első osztályban kezdte meg.

## Külső hivatkozások
- Hivatalos honlap (ukránul)